# Subregiones de Cauca (Colombia)

Provincias del Cauca.

Con el nombre de subregiones se le conoce a las subdivisiones administrativas que conforman el departamento colombiano del Cauca. En total son 7 subregiones que no son relevantes en términos de gobierno, y que fueron creadas para facilitar la administración del departamento; agrupan los 42 municipios del departamento, incluyendo a la capital.
Las subregiones del Cauca son las siguientes:

## Subregiones
| Centro                                                                       | Norte | Sur                                                                 |
| ---------------------------------------------------------------------------- | --- | ------------------------------------------------------------------- |
| Cajibío • El Tambo • Morales • Piendamó • Popayán • Puracé • Silvia • Timbío | Buenos Aires • Caldono • Caloto • Corinto • Guachené • Jambaló • Miranda • Padilla • Puerto Tejada • Santander de Quilichao • Suárez • Toribío • Villa Rica | Argelia • Balboa • Bolívar • Florencia • Mercaderes • Patía • Sucre |
| Occidente                                                                    | Oriente | Macizo                                                              |
| Guapí • López de Micay •Timbiquí                                             | Inzá • Páez •Totoró | Almaguer • La Vega • La Sierra • Rosas • Sotará                     |
| Bota Caucana                                                                 | |                                                                     |
| Piamonte • San Sebastián • Santa Rosa                                        | |                                                                     |